# Stachys buttleri
Stachys buttleri là một loài thực vật có hoa trong họ Hoa môi. Loài này được R.R.Mill miêu tả khoa học đầu tiên năm 1980.